# Park van Hoegaarden

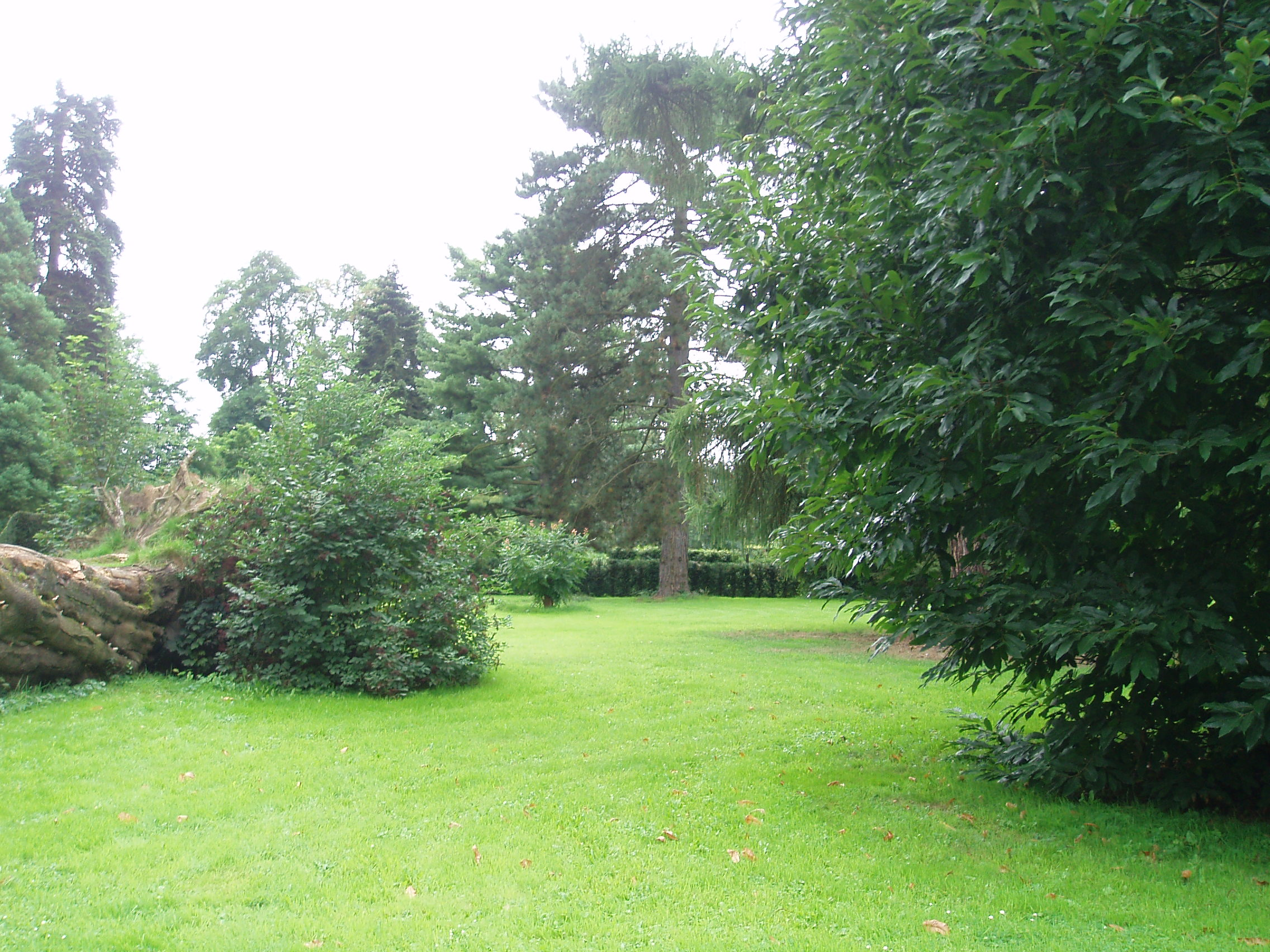
Zicht op het park vanuit de waterspeeltuin

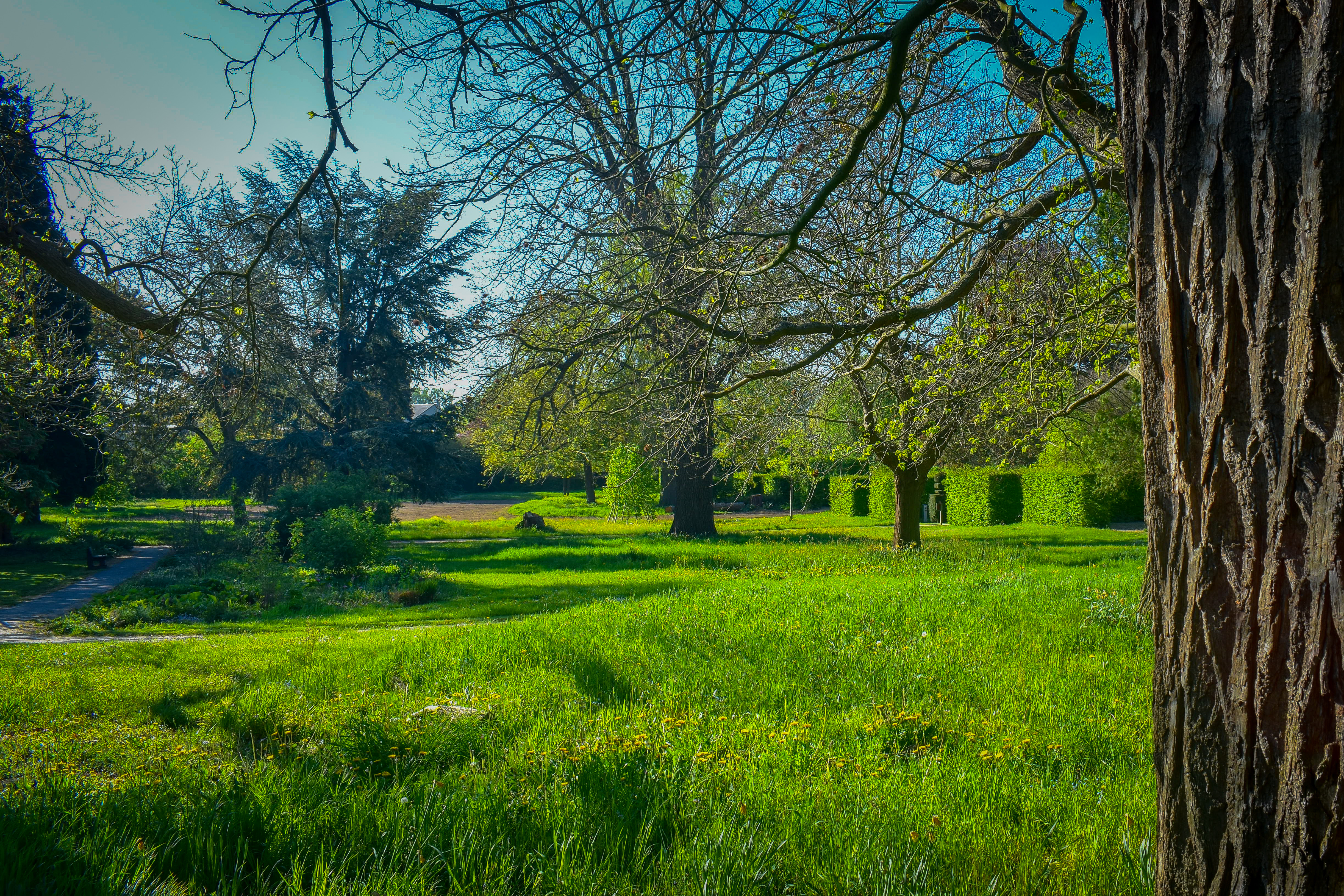
Vergezicht vanaf de inkom van het park

Het Park van Hoegaarden is een 4 ha groot openbaar park in Hoegaarden, gelegen aan de Houtmarkt 1. Het park werd aangelegd in de 19e eeuw als privépark, maar werd pas in 1991 bij het grote publiek bekend als 'Vlaamse Toontuinen'. Vanaf 2018 werden de vroegere toontuinen opnieuw omgevormd tot een park.

## Locatie
Het park wordt in het noordwesten begrensd door de Pastorijstraat. Ten westen en ten oosten liggen woningen met particuliere tuinen. Aan de zuidkant ligt landbouwgebied. Tussen het noordelijk deel en het zuidelijk deel loopt Straat Elst, ook wel buurtweg Neskensstraat genoemd.

## Geschiedenis
Het Park van Hoegaarden is een openbaar park gelegen achter het 18e-eeuwse Kapittelhuis en het Arendsnest, sinds 1990 beschermd als dorpsgezicht. De site werd in 1991 bekend als de Vlaamse Toontuinen, een complex van verschillende thematuintjes, ter promotie van de Vlaamse tuinarchitectuur.
Door het zeer intensieve onderhoud en de nood aan kwalitatief groen dicht bij de inwoners van Hoegaarden, kreeg de tuin in 2018 een nieuwe invulling als openbaar park. In de tuin staan vele bijzondere bomen. De oudste boom in het park is een tamme kastanje van 275 jaar oud.
Gravin Alpaïdis en de Franse Revolutie
De geschiedenis van het park gaat terug tot het jaar 980, toen Gravin Alpaïdis het Kapittel van Hoegaarden stichtte. In 1634 werd het Kapittelhuis gebouwd naast een groot landbouwperceel van meer dan drie hectare, evenals hoeve Arendsnest.
Het kapittelhuis werd gebruikt door kanunniken tot de Franse Revolutie. De hoeve werd in augustus 1789 bestormd door Fransgezinde opstandelingen onder leiding van Jean-Baptist Van Autgaarden. Het huis werd in 1800 openbaar verkocht aan Jean-Baptist Dumont, die later burgemeester van Hoegaarden werd. Op 7 februari 1850 kocht de weduwe van J.-B. Dumont ook Arendsnest. Tien jaar later werd de hoeve gekocht door Henri Joseph van Dormael, net als Dumont brouwer. Zijn weduwe verkocht de hoeve in 1883 het opnieuw aan Jacques Clement Dumont (1829-1909), inmiddels eigenaar van het Kapittelhuis. Deze legde in 1882-1883 het eerste park aan.
Hoewel het geheel "hof" genoemd werd, was het geen moestuin, maar veeleer een lusthof. Stelselmatig volgde aanplanting. In het begin van de 20e eeuw werden exotische boomsoorten aangeplant. In die tijd had het domein het uitzicht van ‘een door bomen overschaduwd park’. Een aantal van deze bomen is ook in 2021 nog aanwezig.
Dymphna Dumont, dochter van Clement, trouwde in 1911 met Albert Charles Bail, waardoor het geheel in handen kwam van de familie Bail. Hun zoon Paul Bail werd meteen de laatste privé-eigenaar van het park: in 1980 werd hij vermoord aangetroffen in een kofferbak. Bail was ongehuwd en kinderloos en had geen erfgenamen. Op die manier werd de staat eigenaar van de gronden. Enkele jaren later kocht de gemeente Hoegaarden het geheel aan en stelde het open voor publiek.
Vlaamse Toontuinen (1991 – 2003)
Omdat de gemeente niet meteen een bestemming vond, besloten ze het inmiddels verloederde park in 1991 te verhuren aan vzw Vlaamse Toontuinen. Deze vzw legde er verschillende modeltuinen aan ter promotie van de Vlaamse tuinarchitectuur. Het was een gezamenlijk initiatief van de Vlaamse tuinaannemers en VLAM.
| Hagenpadtuin Serretuin Stadstuin Misdaadtuin Patiotuin Biertuin Pollenarme tuin | Geurtuin Zitkuiltuin Gouden tuin Pottentuin Vijvertuin Formele tuin Bamboetuin Kringlooptuin | Geheime tuin Spiegeltuin Boudewijntuin Kringlooptuin Geheime tuin Spiegeltuin Boudewijntuin | Daktuin Schaduwtuin Rozentuin Tuin van heden Mercatortuin Landelijke tuin Ecologische siertuin Borders |

In juni 1991 werden de Tuinen van Hoegaarden officieel geopend door Gaston Geens, toenmalig voorzitter van de Vlaamse Executieve (later werd deze functie "minister-president van de Vlaamse Regering" genoemd). In de toptijd lieten 26 tuinontwerpers er hun kunsten zien.
De tuintjes trokken vele bezoekers, maar werden niet door iedereen enthousiast onthaald. Veel oude parkbomen overleefden de werken niet en de brede centrale laan en omhaagde tuintjes met betonklinkers pasten niet in de informele, landschappelijke sfeer van het 19de-eeuwse park. Bovendien vergden de thematuintjes heel veel onderhoud, dat enkel mogelijk was dankzij de steun van de Vlaamse regering en sponsors.
Toen de bezoekersaantallen en subsidies terugvielen, was het onderhoud niet meer vol te houden. De tuintjes werden verwaarloosd en trokken minder publiek. In 2003 werd het beheer overgedragen aan een nieuwe vzw, de Tuinen van Hoegaarden.
Tuinen van Hoegaarden (2003 – 2017)
De combinatie van meer onderhoud (onder meer door het pesticideverbod) en minder geld was een van de redenen waarom de nieuwe vzw besliste om in te zetten op een meer ecologisch en duurzaam parkbeheer. Vele thematuintjes werden verwijderd om zo zichtassen doorheen het park te creëren. Toen ondanks de veranderde werkwijze het park – met zijn vele paden, gazons en vaste plantenborders – nog steeds moeilijk te onderhouden was, drong een verdere herinrichting zich op.

### Park van Hoegaarden (2018 – heden)
Ondertussen belandde het beheer bij de gemeente Hoegaarden zelf. De gemeente besloot om de Tuinen een nieuwe invulling te geven als een groene ontmoetingsplek met aandacht voor recreatie, natuur en educatie. Daarbij was het de bedoeling het oorspronkelijke park weer te laten zien. Hiervoor werden oude zichtassen hersteld en overbodige verhardingen verwijderd.
Het Kapittelhuis werd verkocht in 2021, het park zelf blijft wel in handen van de gemeente.